# 南中学堂
南中学堂又名南中学校、田心学校，是位于深圳市坪山区的一处近代学校建筑，现已被列为坪山区不可移动文物、深圳市历史建筑。

## 概况

### 历史
学校位于深圳市坪山区石井街道（对面喊村），始建于1931年。学校原为此地对面喊村及树山背村共用的新式学堂（校名源于原对面喊村的“秀南小学”和树山背村的“培中小学”），由香港籍华侨许其卓及其族人许让成牵头出资修建。至1954年，因学校教学理念先进、硬件设施充足，周边许多学校的学生也被合并至此，学生规模曾达300人之众，成为本地名校。后文化大革命期间，学校亦遭影响，易名“田坑学校”，后逐渐衰败并于20世纪80年代迁出此址，建筑也闲置废弃。

### 建筑
建筑面阔23.6米，进深8.2米，高二层。建筑整体呈现出中西合璧的广东侨屋风格，正面飞檐雕柱、白墙黑瓦，是明显的南洋风；建筑内部则用石柱、土梁、三合土墙面，蕴含传统客家元素。学校教学楼正门匾额上的“南中学校”四字为改造时重建，原有字迹已失考。

### 保护

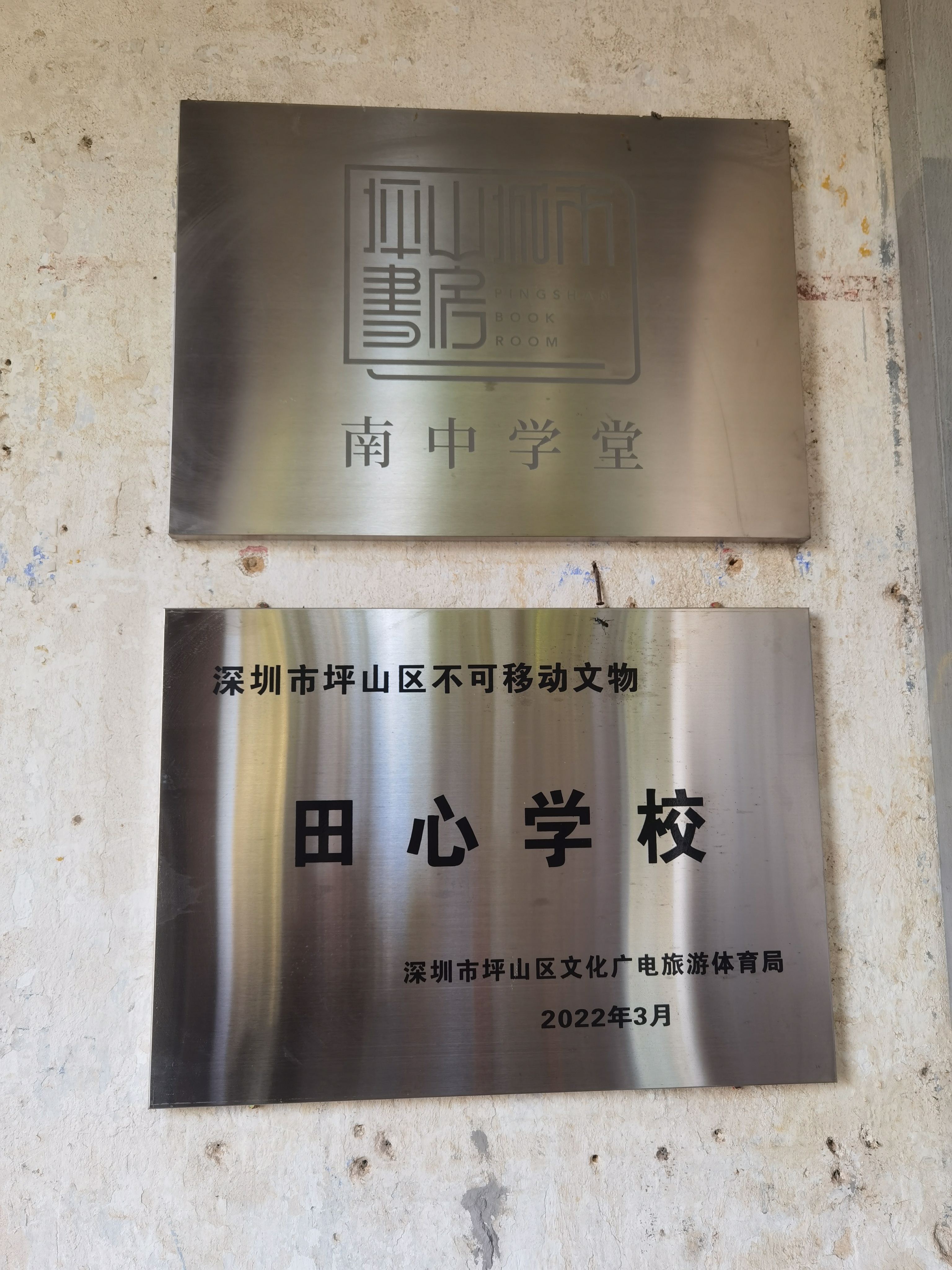
学校以“田心学校”之名位列坪山区不可移动文物

- 2012年2月，因城市建设需要，学校旧址正处于道路交叉口，规划拆除。后经多方呼吁而得以保存，原路口改为环岛[參 4]。
- 2017年9月9日，学校旧址被公布为“深圳市历史建筑”[參 2]。
- 2018年4月24日，学校旧址被活化改造为“坪山城市书房”，作为公立图书馆的分支机构正式对外开放[參 5]。

## 周边
- 坪山区一般不可移动文物：凤升许公祠、谷田世居、田心叶氏宗祠、鸭湖遗址
- 坪山城市书房：水源世居
- 交通：地铁16号线田心站